# Silvia Heredia Martín
Silvia Heredia Martín, née le 24 août 1979, est une femme politique espagnole membre du Parti populaire (PP).
Elle est élue députée de la circonscription de Séville lors des élections générales de novembre 2011 et juin 2016.

## Biographie

### Études
Elle réalise ses études à l'université de Cordoue où elle obtient une licence en sciences du travail. Elle possède un diplôme en relations au travail de l'université Pablo de Olavide et un master en prévention des risques du travail.

### Activités politiques
Elle est élue conseillère municipale de sa ville natale lors des élections municipales de mai 2007. L'année suivante, elle est nommée membre de la direction du parti dans la province de Séville. En 2011, elle y devient vice-secrétaire chargée des Politiques d'égalité. Elle est réélue lors des élections locales de mai 2011 et nommée première adjointe chargée de la Présidence, de la Sécurité citoyenne et du Personnel par le maire conservateur Ricardo Gil-Torresano Riego.
Elle est investie en cinquième position sur la liste menée par Cristóbal Montoro dans la circonscription de Séville lors des élections générales de novembre 2011. Elle fait son entrée au palais des Cortes après que la liste a obtenu cinq des douze sièges en jeu. Elle siège comme première secrétaire de la commission de l'Emploi et de la Sécurité sociale et est membre de la commission de l'Égalité et de celle bicamérale pour l'Étude du problème des drogues.
Elle est remontée d'une place sur la liste de Juan Ignacio Zoido pour les élections législatives de décembre 2015 mais doit quitter le Congrès des députés après que le parti a perdu deux mandats parlementaires. Elle se concentre alors sur son mandat de conseillère municipal d'opposition. À nouveau candidate en juin 2016, elle fait son retour à la chambre basse des Cortes grâce à une amélioration du score du PP. Membre de la commission de l'Emploi et de la Sécurité sociale, de celle de la Santé et des Services sociaux et de la commission de l'Égalité, elle est porte-parole titulaire de la commission des Droits de l'enfance et de l'adolescence.